# الیاس کاتز
الیاس کاتز (انگلیسی: Elias Katz; ۲۲ ژوئن ۱۹۰۱ – ۲۴ دسامبر ۱۹۴۷) دونده دو استقامت اهل فنلاند بود.